# Colobus polykomos
Colobus polykomos är en däggdjursart som först beskrevs av Zimmermann 1780.  Colobus polykomos ingår i släktet Colobus och familjen markattartade apor. IUCN kategoriserar arten globalt som sårbar. Inga underarter finns listade. Det svenska trivialnamnet västlig svartvit guereza förekommer för arten.

## Utseende
Liksom andra arter av samma släkte har Colobus polykomos en smal kropp. Den når en kroppslängd (huvud och bål) av 45 till 72 cm och en svanslängd av 52 till 100 cm. Hanar är med en genomsnittlig vikt av 9,9 kg tyngre än honor som blir cirka 8,3 kg tunga. Tunga hanar kan väga 14 kg. Pälsen har huvudsakligen en svart färg, bara buken, svansen och skägget på kinderna är vita. Ibland är en hel krans kring ansiktet och några hår på axeln vita. Svansen saknar tofs vid spetsen. Artens magsäck är uppdelad i flera segment. Påfallande är tjocka svullnader på stjärten.
Ungar föds med vit päls som börjar bli svart efter en månad. Artens tumme är bara en liten stubbe.

## Utbredning och habitat
Denna primat förekommer i västra Afrika från södra Senegal till västra Elfenbenskusten. Arten vistas främst i ursprungliga regnskogar och galleriskogar.

## Ekologi
En vanlig flock bildas av en till tre vuxna hanar, tre eller fyra vuxna honor och deras ungar. En tydlig hierarki finns hos hanarna. Varje flock har ett revir som är cirka 22 hektar stort men reviren överlappar varandra. När två flockar möts skriker hanarna aggressivt.
Arten är aktiv på dagen och klättrar vanligen i växtligheten. Colobus polykomos kommer ibland ner till marken. Den äter främst blad samt blommor och frukter.
Fortplantningen sker antingen hela året eller bara under den torra perioden. Honor kan para sig vartannat år och de är dräktiga cirka 175 dagar. Sedan föds vanligen ett enda ungdjur. Ungen bäras den första tiden omkring av modern. Cirka två år efter födelsen blir ungen könsmogen. Med människans vård kan Colobus polykomos leva 23 år eller lite längre.